# النشيد الوطني الأمريكي

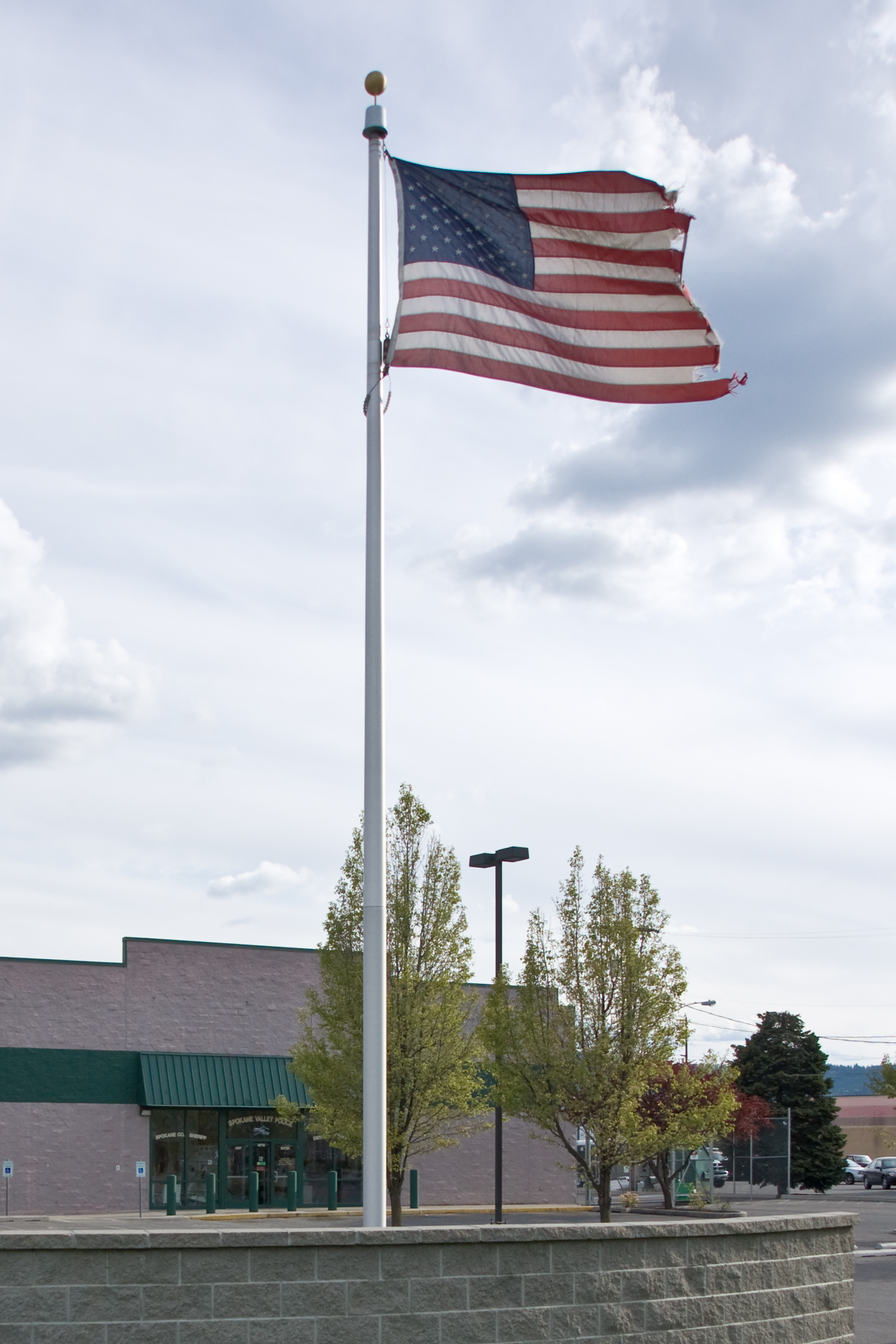
علم الولايات المتحدة الأمريكية

الراية الموشحة بالنجوم (بالإنجليزية: The Star Spangled Banner)‏ هو النشيد الوطني الأمريكي، كلماته مستمدة من «دفاع عن قلعة ماك هنري»، وهي قصيدة ألفها فرانسيس سكوت عام 1814 وهو محامٍ وشاعرٌ هاوٍ. مناسبة كتابته كانت بعد أن رأى الشاعر قصف حصن ماك هنري من قبل سفن البحرية الملكية البريطانية في مدينة بالتيمور عام 1812.
لحنت القصيدة على نغم أغنية بريطانية مشهورة، كتبها جون ستافورد سميس لـ«أناكريونتيك سوسيتس» وهو ناد للرجال قي لندن بريطانيا. اللحن كان مشهوراً أصلاً في الولايات المتحدة فنظمت عليه قصيدة الراية الموشحة بالنجوم. وأصبحت النشيد الوطني في 3 آذار، 1931.

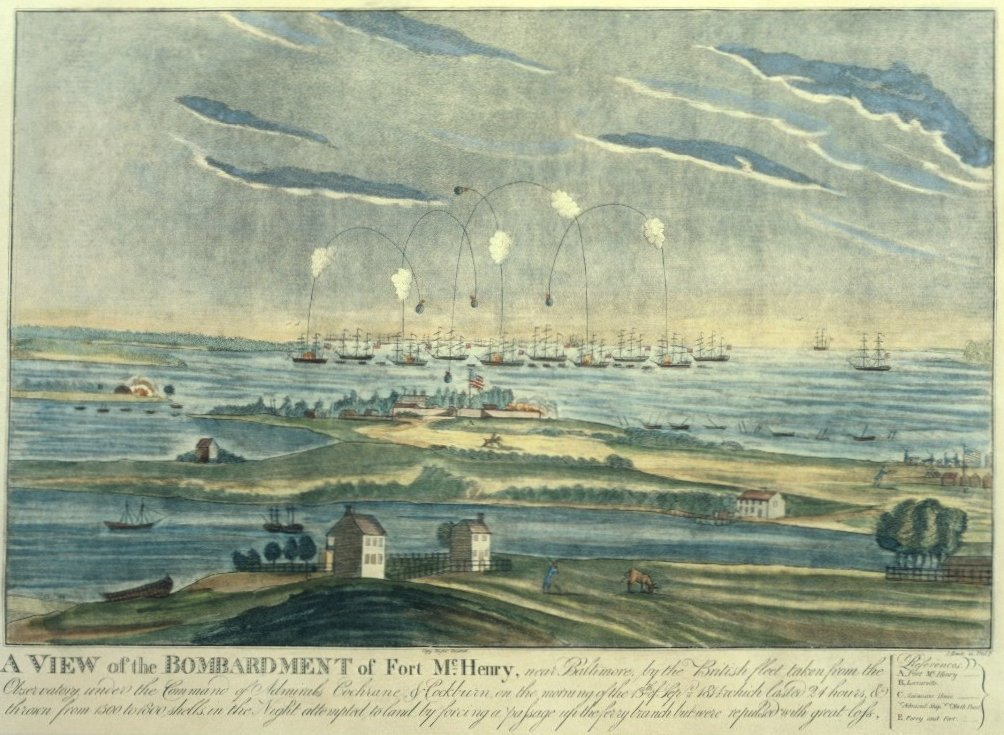
تخيل فني لمعركة حصن ماك هنري

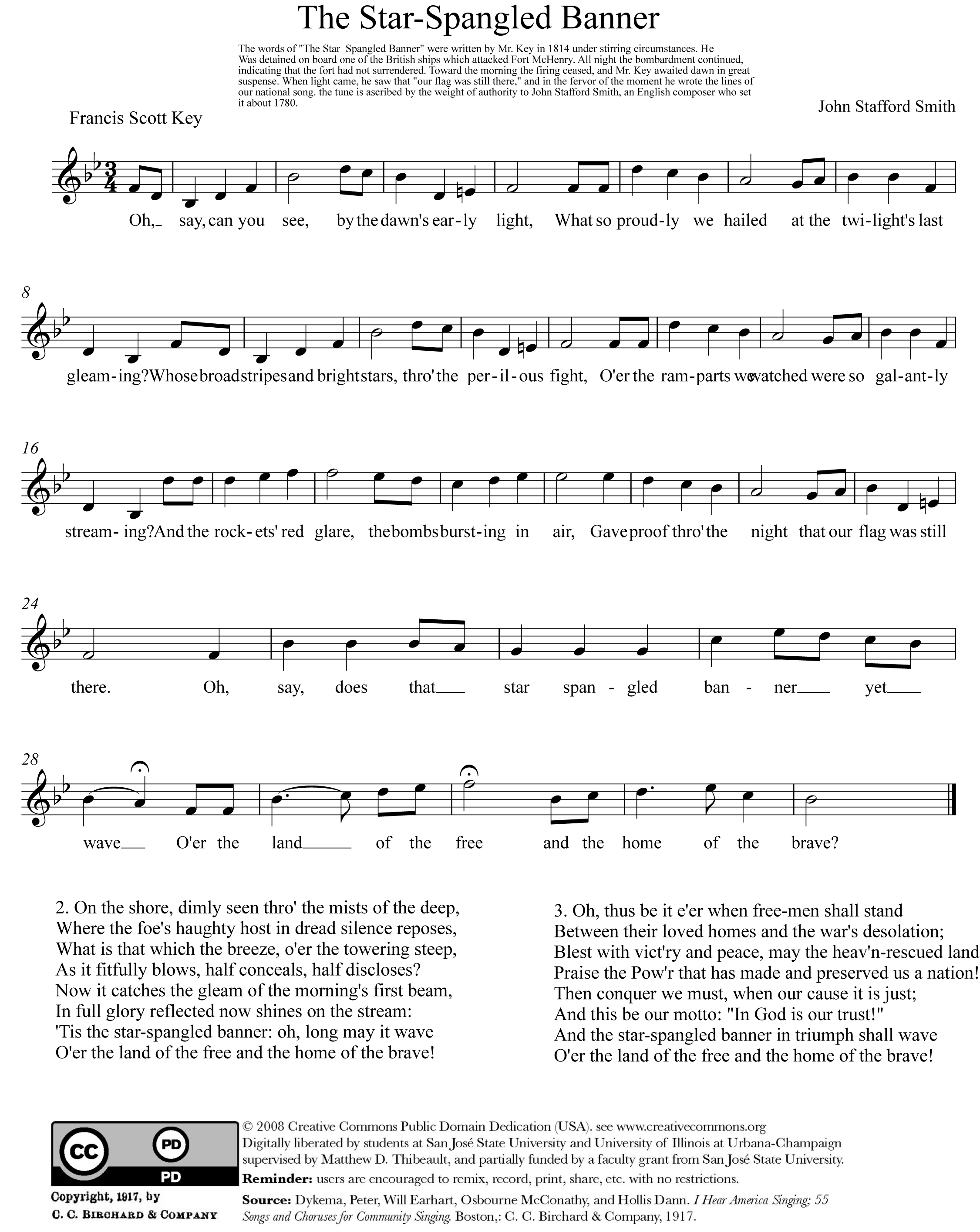
نسخة من مقطوعة اللحن الموسيقي

## كلمات النشيد
قل أيمكنك أن ترى مع أول ضوء الفجر
ما نفخر به بشدة مع آخر بريق الشفق،
ذي التقليمات الواسعة والنجوم الساطعة،
خلال المعركة المحفوفة بالمخاطر
وفوق الأسوار شاهدناه يرفرف ببسالة
ووهج الصواريخ 'الأحمر، وانفجار القنابل في الهواء
دلّ خلال الليل أن علمنا كان لا يزال موجوداً؛
قل ألا تزال هذه الراية الموشحة بالنجوم ترفرف
على أرض الأحرار وموطن الشجعان؟
يُرى على الشاطئ بشكل مبهم عبر ضباب المحيط
حيث يعسكر العدو المتغطرس يرقد بصمت مطبق
ما هذا الذي يخفي نصفه النسيم ويظهر نصفه، فوق المرتفع الشاهق
بينما يهب بتقطع
الذي تغطيه الآن أشعة الصباح الأولى
بمجده التام المنعكس يشرق الآن في الأفق
هي الراية الموشحة بالنجوم، عسى أن تدوم رفرفتها
على أرض الأحرار وموطن الشجعان
و أين هي تلك العصبة التي أقسمت بتبجج شديد
بفوضى الحرب وارتباك المعركة،
وطن وبلد لن يتركانا بعد الآن؟
غسلت دماؤهم دنس آثار اقدامهم القذرة
لا ملجأ سينقذ هؤلاء المرتزقة والعبيد
من رهبة الفرار، أو ظلمة القبر
و الراية الموشحة بالنجوم ترفرف بانتصار
على أرض الأحرار وموطن الشجعان
و لتكن إذاً أبداً (هذه الراية) حيث يقف الرجال الاحرار
بين وطنهم المحبوب وخراب الحرب
عسى منعم عليها بالنصر والسلام، عساها الأرض المنقذة من السماء
نمجد القوة التي حفظتنا وجعلتنا أمة
وعلينا أن نحرر (نفتح البلاد)، عندما تكون قضيتنا عادلة
و يكون شعارنا بعدئذ «بالله نثق»
و الراية الموشحة بالنجوم سترفرف بنصر
على أرض الأحرار وموطن الشجعان